# Aegomorphus contaminatus
Aegomorphus contaminatus es una especie de escarabajo longicornio del género Aegomorphus,  subfamilia Lamiinae. Fue descrita científicamente por Thomson en 1865.
Se distribuye por América del Sur, en Brasil. Mide 14 milímetros de longitud.